# Liam Williams
Liam Brian Williams (* 9. April 1991 in Swansea) ist ein walisischer Rugby-Union-Spieler. Er spielt auf den Positionen des Schlussmannes und des Außendreiviertels für den japanischen Verein Kubota Spears und die walisische Nationalmannschaft. Zu seinen Erfolgen gehören ein Meistertitel mit den Scarlets, je ein Meistertitel und Europapokalsieg mit den Saracens sowie zwei Turniersiege beim Six Nations mit Wales (davon einen mit Grand Slam).

## Biografie

### Vereinskarriere
Williams erlernte das Rugbyspielen beim Waunarlwydd RFC, doch keine der regionalen walisischen Juniorenakademien nahm ihn auf. Daher begann er im Alter von 16 Jahren eine Ausbildung zum Gerüstbauer im Stahlwerk von Port Talbot. Als 20-Jähriger wurde von den Scarlets unter Vertrag genommen, die ihn in der Saison 2010/11 zunächst beim Llanelli RFC in der Welsh Premier Division spielen ließen. Sein Debüt bei den Scarlets in der damaligen Pro 12 gab er am 10. September 2011 bei der 11:13-Auswärtsniederlage gegen Connacht Rugby. Er hatte eine beeindruckende erste Saison bei den Scarlets, wobei er in 26 Einsätzen 40 Punkte erzielte. Seine Leistungen hatten zur Folge, dass er zum Scarlets-Spieler des Jahres gewählt wurde. 2014 folgte die Wahl zum besten walisischen Spieler des Jahres.
Williams war maßgeblich am Meistertitel der Scarlets in der Saison 2016/17 beteiligt, dem ersten Titelgewinn seit 2004. Zum 46:22-Finalsieg gegen Munster Rugby steuerte er einen Versuch bei. Nach diesem Erfolg vollzog er seinen Wechsel zum englischen Spitzenverein Saracens aus London – ein Schritt, den er bereits im Januar zuvor angekündigt hatte. In der Saison 2018/19 verhalf er den Saracens sowohl zum Premiership-Titel als auch zum Gewinn des European Rugby Champions Cup. Im Premiership-Finale, das mit einem 37:34-Sieg über die Exeter Chiefs endete, erzielte er einen Versuch.
Wegen Verstößen gegen die Bestimmungen des Salary Caps wurden die Saracens daraufhin in die RFU Championship zwangsrelegiert. Im Gegensatz zu mehreren anderen Führungsspielern wie zum Beispiel Owen Farrell erwirkte Williams die vorzeitige Auflösung seines Vertrags, worauf er im Februar 2020 mit sofortiger Wirkung zurück zu den Scarlets ging. Der Wechsel zahlte sich nicht aus, da er aufgrund mehrerer Verletzungen er nur wenige Spiele bestreiten konnte. In der Saison 2022/23 spielte er für Cardiff Rugby. Nach nur einem Jahr löste Williams seinen Vertrag bei Cardiff vorzeitig auf, da das Franchise zu erheblichen Budgetkürzungen gezwungen war. Auf die Saison 2022/23 hin wechselte er zu den Kubota Spears in der Japan Rugby League One.

### Nationalmannschaft
2011 spielte Williams für die walisische U20-Auswahl und nahm mit ihr an der Juniorenweltmeisterschaft teil. Im November desselben Jahres wurde er erstmals in den Trainingskader der walisischen Nationalmannschaft berufen. Sein erster Einsatz ließ aber bis zum 2. Juni 2012 auf sich warten, als die Waliser in Cardiff gegen die Barbarians spielten. Nach einigen sporadischen Einsätzen begann sich Williams zwei Jahre später allmählich als Stammspieler zu etablieren, als er beim Six Nations 2014 in allen fünf Partien zum Einsatz kam. Seinen ersten internationalen Versuch erzielte er am 15. März 2014 beim rekordhohen 51:3-Heimsieg gegen Schottland, ebenso wurde er zum „Man of the Match“ gekürt.
Auch beim Six Nations 2015 verzeichnete Williams fünf Einsätze. Drei Monate später musste er sich einer Fußoperation unterziehen lassen und es schien zunächst fraglich, ob er überhaupt an der Weltmeisterschaft 2015 teilnehmen könne. Er war zwar rechtzeitig wieder gesund, doch das Turnier verlief für ihn unglücklich. Im ersten Vorrundenspiel gegen Uruguay musste er in der ersten Halbzeit wegen eines Krampfes im linken Bein ausgewechselt werden. Gegen England trat ihn Tom Wood an den Kopf, worauf er erneut ausgewechselt werden musste. Nachdem er für die Partie gegen Fidschi nicht aufgeboten worden war, erlitt er gegen Australien erneut eine Fußverletzung und musste deshalb das Turnier vorzeitig abbrechen.
Im April 2017 erhielt Williams eine Einladung zur Teilnahme an der Neuseeland-Tour der British and Irish Lions. Nach den Auftaktpartien gegen die Blues, die Crusaders und die Chiefs stand er in allen Begegnungen mit den All Blacks im Einsatz; er erwies sich als einer der herausragenden Spieler der Lions, denen es gelang, die drei Test Matches umfassende Serie ausgeglichen abzuschließen. Sein 50. Test Match für Wales bestritt Williams am 17. November 2018 gegen Tonga, wobei er zwei Versuche zum klaren 74:24-Sieg beisteuerte. Williams schaffte während des Six Nations 2019 seinen ersten Grand Slam mit Wales. Er gehörte in allen fünf Spielen der Startformation an und wurde beim 21:13-Heimsieg gegen England am 23. Februar zum "Man of the Match" gewählt. Dieser Erfolg besiegelte auch den zwölften Test-Match-Sieg in Folge der Waliser, die damit auch den bisherigen Rekord von elf Siegen hintereinander (aufgestellt zwischen 1907 und 1910) übertrafen.
Bei der Weltmeisterschaft 2019 bestritt Williams die Vorrundenpartien gegen Georgien, Australien und Fidschi sowie das Viertelfinale gegen Frankreich. Anschließend zog er sich im Training eine Knöchelverletzung zu, weshalb er das Halbfinale gegen Südafrika verpasste. Er musste vier Monate aussetzen und kam erst in den beiden letzten Runden des Six Nations 2020 wieder zum Einsatz. Ein Jahr später, beim Six Nations 2021, spielte er in vier von fünf Partien und trug damit wesentlich zum Turniersieg der Waliser bei. Im Sommer 2021 nahm er an der Lions-Tour nach Südafrika teil. Er spielte zum Auftakt gegen Japan, die Sharks und die südafrikanische Reservenationalmannschaft, ebenso kam er in zwei Test Matches gegen die Springboks zum Einsatz.

## Erfolge
Llanelli RFC
- Sieger WRU Challenge Cup: 2010

Scarlets:
- Meister Pro 12: 2017

Saracens:
- Meister Premiership Rugby: 2018, 2019
- Sieger European Rugby Champions Cup: 2019

Wales:
- Turniersieger Six Nations: 2019, 2021
- Grand Slam: 2019
- Triple Crown: 2019, 2021